# La beffa della vita (film 1931)
La beffa della vita (David Golder) è un film del 1931 diretto da Julien Duvivier.
Il film è basato sul libro del 1929 David Golder di Irène Némirovsky.

## Trama
Il banchiere David Golder sopporta le spese pazze della moglie Gloria e del suo amante solo per la felicità della figlia Joyce. La scoperta di essere ammalato e che Joyce non è figlia sua, lo spingono ad abbandonare gli affari e interrompere ogni sovvenzione.